# David Arroyo

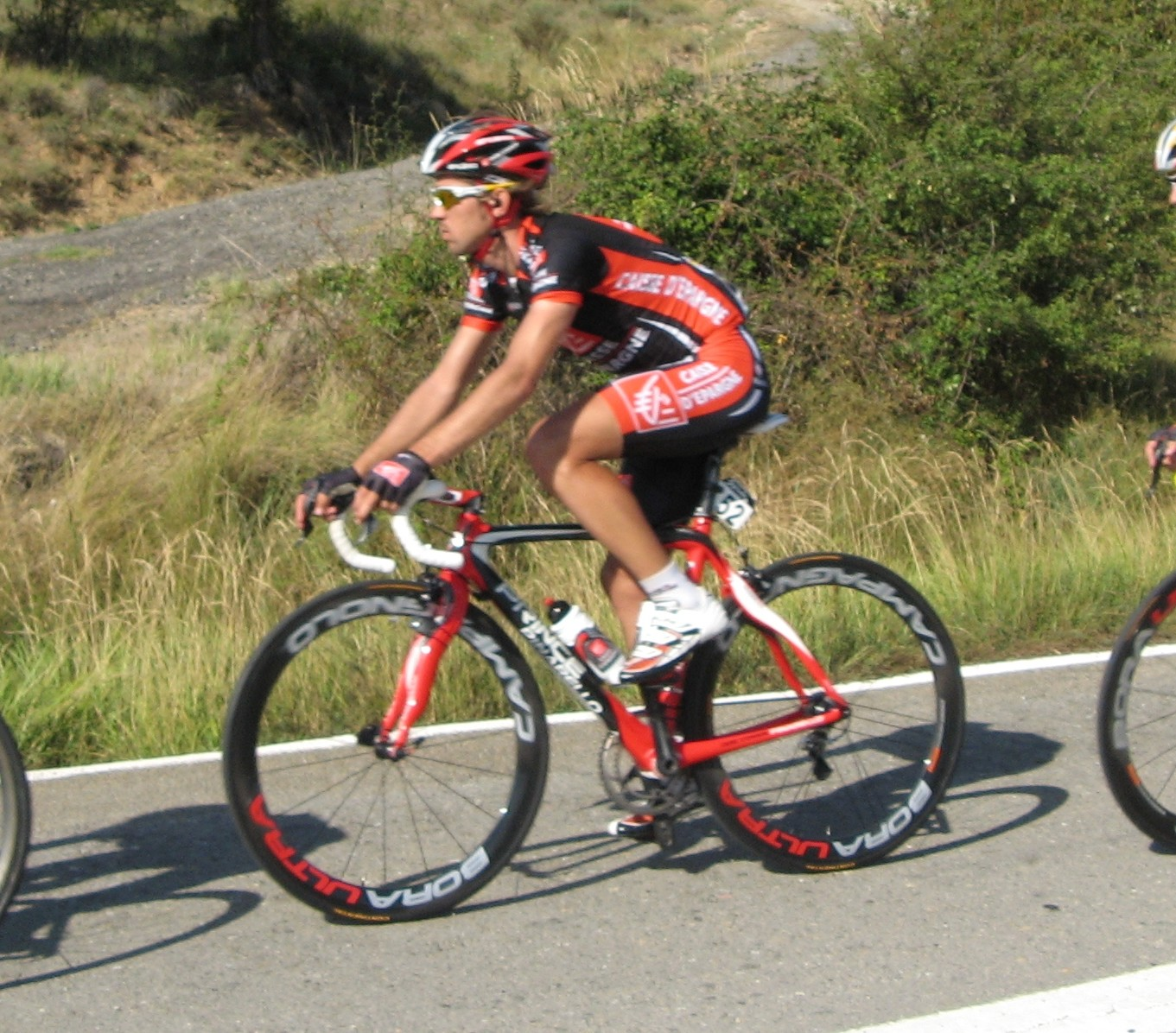
David Arroyo

David Arroyo Duran (7 de janeiro de 1980, Talavera de la Reina, Toledo) é um ciclista profissional espanhol.